# Erik Wilhelm Dahlgren
Erik Wilhelm Dahlgren, född 7 juni 1848 i Stockholm, död 10 oktober 1934, var en svensk biblioteksman och geograf. Han var bror till Sven Fredrik Dahlgren.

## Biografi
Dahlgren var son till Fredrik August Dahlgren (Dahlgrenssläkten från Värmland) och Ulla von Heland. Han blev amanuens vid Kungliga biblioteket 1870, var bibliotekarie vid Karolinska institutets bibliotek 1887–1903 och vid Vetenskapsakademiens bibliotek 1893–1903. Åren 1903 till 1916 var han överbibliotekarie för Kungliga biblioteket, från 1910 med titeln riksbibliotekarie. År 1893 blev han filosofie hedersdoktor vid Uppsala universitet och var från 1900 Svenska Akademiens nobelkommittés sekreterare.
Som biblioteksman redigerade Dahlgren 1885–1895 ensam Sveriges offentliga biblioteks accessionskatalog och utarbetade 10-årsregistren för 1886–1895 (utgivet 1896–98) och 1896–1905 (utgivet 1912–13). Dessutom forskade Dahlgren inom en rad områden, i synnerhet kartografi och upptäcktshistoria. Han utgav bland annat Alonzo de Santa Cruz' Map of the World 1892, Voyages français à destination de la mer du sud 1907, och Le relations commerciales et maritimes entre la France et les côtes de l'Océan pacifique 1909. Han utredde vid tvister bl.a. havsområdet Grisbådarnas och Clippertonöns statsrättsliga ställning.
Dahlgren invaldes 1900 som ledamot av Kungliga Vetenskapsakademien och gav 1915 ut en förteckning över akademiens samtliga ledamöter invalda 1739 till 1915.

## Priser och utmärkelser
- 1893 – Filosofie hedersdoktor vid Uppsala universitet
- 1900 – Ledamot av Kungliga Vetenskapsakademien
- 1923 – Kommendör med stora korset av Nordstjärneorden
- 1924 – Svenska Akademiens stora pris